# 분카노모리역
분카노모리역(일본어: 文化の森駅)은 일본 도쿠시마현 도쿠시마시에 위치한 시코쿠 여객철도 무기 선의 철도역이다. 역 번호는 M03이며, 단선 승강장 1면 1선의 구조를 갖춘 지상역이다.

## 이용 현황
| 연도     | 하루 평균 | 연도     | 하루 평균 |
| 1995년도 | 34        | 2003년도 | 91        |
| 1996년도 | 44        | 2004년도 | 94        |
| 1997년도 | 61        | 2005년도 | 86        |
| 1998년도 | 61        | 2006년도 | 89        |
| 1999년도 | 62        | 2007년도 | 87        |
| 2000년도 | 69        | 2008년도 | 91        |
| 2001년도 | 73        | 2009년도 | 86        |
| 2002년도 | 74        | 2010년도 | 98        |
| -------- | --------- | -------- | --------- |

## 역 주변
- 도쿠시마 현 분카노모리 종합 공원

## 역사
- 1990년 11월 1일 : 개업.
- 2000년경 : 전체 보통열차 정차.
- 2012년 3월 17일 : 다이어 개정에 의해 다시 상행 보통열차 1대만 정차.

## 인접 역
| 시코쿠 여객철도 무기 선   | 시코쿠 여객철도 무기 선 | 시코쿠 여객철도 무기 선   |
| ------------------------- | ----------------------- | ------------------------- |
| M 02 니켄야 도쿠시마 방면 | 보통                    | 지조바시 M 04 가이후 방면 |